# Шарджа (аеропорт)
Міжнаро́дний аеропо́рт Ша́рджі — найбільший транспортний вузол вантажоперевезень на Середньому Сході і найбільший перевантажний вузол повітряно-морських перевезень в Азії.
Аеропорт забезпечує вихід до головних портів Перської затоки і прямо пов'язаний з двома портами Шарджі.
Сучасна автомобільна траса пов'язує його безпосередньо з іншими еміратами, їхніми морськими та повітряними портами.